# 阿基米德號潛艇 (1939年)
阿基米德號是義大利皇家海軍 (Regia Marina) 於1930年建造使用的第三艘布林級潛艦。